# Шистозоми
Шистозоми (Schistosoma) е род паразитни плоски червеи от клас Смукалници. Представителите на рода са облигатни паразити със сложен жизнен цикъл, който преминава през Партеногенетичното в междинен гостоприемник - различни видове сладководни охлюви. Крайните гостоприемници са винаги бозайници, а представители на родствени родове паразитират и при птици и крокодили.. Полово зрелите шистозоми са разделнополови с ясно изразен полов диморфизъм. Причиняват заболяване, наречено шистозомоза, като някои от видовете паразитират и при човека.

## Описание
Представителите на рода са разделно полови, притежават две смукала. Устното е разположено на предния край на тялото, а коремното – на нивото на чревната бифуркация. Липсва фаринкс, а в предния си край хранопроводът се разделя на два чревни клона, които назад се съединяват.
Предната част на тялото при мъжките е цилиндрична, а назад втората половина е плоска. Повърхността в предната част е снабдена с шипчета. Дорзално притежава туберкулоподобни тегументарни образувания. Латералните полета на задната половина си вгъват вентрално и образуват гинекофорен канал. Семенниците не надвишават 10. Разположени са в една или две редици зад коремното смукало. Половият атриум се намира непосредствено зад коремното смукало.
Женските имат нежно цилиндрично тяло, което е доста по-дълго от тялото на мъжките. Тегументарните образувания са много по-малко. Яйчникът е удължен и се намира в средната третина на тялото. Зад него от двете страни на червото се намират жълтъчни жлези. Матката е къса, а яйцата са овални.

## Видове
| Вид                      | Междинен гостоприемник                                                                   | Краен гостоприемник                                  | Локализация в крайния гостоприемник                       | Разпространение                                    |
| ------------------------ | ---------------------------------------------------------------------------------------- | ---------------------------------------------------- | --------------------------------------------------------- | -------------------------------------------------- |
| Schistosoma bovis        | Bulinus contortus, Bulinus truncatus, Physopsis africana, Physopsis nasuta               | Говедо, овца, коза                                   | Мезентериални вени                                        | Африка, Средиземноморие, Южна Европа, Среден изток |
| Schistosoma curassoni    | Bulinus umbilicatus, Bulinus wrighti                                                     | Говедо, овца, коза                                   | Вени на мезентериума и ректума                            | Африка (Нигерия, Сенегал)                          |
| Schistosoma edwardiense  |                                                                                          | Хипопотам                                            | Кръвоносни съдове                                         | Африка (Уганда)                                    |
| Schistosoma guineensis   | Bulinus forskalii                                                                        | Човек                                                | Вени на мезентериума и ректума                            | Африка (Гвинея, ДР Конго)                          |
| Schistosoma haematobium  | Bulinus truncatus, Bulinus forskalii, Bulinus obtusispira                                | Маймуни                                              | Задна мезентериална артерия                               | Африка, Индия                                      |
| Schistosoma hippotami    | Indoplanorbis exustus                                                                    | Хипопотам                                            |                                                           | Африка (Уганда)                                    |
| Schistosoma incognitum   | Lymnaea luteola                                                                          | Свиня, куче                                          |                                                           | Индия                                              |
| Schistosoma indicum      | Indoplanorbis                                                                            | Говедо, овца, коза, кон, камили                      | Портални и мезентериални вени                             | Индия, Пакистан                                    |
| Schistosoma intercalatum | Bulinus africanus                                                                        | Говедо, овца, коза, кон                              | Мезентериални вени                                        | Централна Африка                                   |
| Schistosoma japonicum    | Oncomelania nosophora, Oncomelania quadrasi, Oncomelania hupensis, Oncomelania formosana | Говедо, овца, коза, кон, свиня, куче, котка, гризачи | Мезентериални вени                                        | Далечен изток (Япония, Филипини, Китай)            |
| Schistosoma leiperi      | Bulinus africanus, Bulinus globosus, Bulinus hightoni, Bulinus nasutus                   | Говедо, кон                                          | Черен дроб                                                | Африка (Замбия, Ботсвана)                          |
| Schistosoma malayensis   | Biomphalaria                                                                             | Sundamys muelleri                                    | Кръвоносни съдове                                         | Азия                                               |
| Schistosoma mansoni      | Biomphalaria glabrata                                                                    | Гризачи                                              | Вени на мезентериума                                      | Африка, Южна Америка, Среден изток                 |
| Schistosoma margrebowiei | Bullimus                                                                                 | Говеда, зебри                                        | Кръвоносни съдове                                         | Африка (Замбия, ЮАР)                               |
| Schistosoma mattheei     | Bullimus                                                                                 | Говеда, кон, маймуни, гризачи                        | Вените на мезентериума, стомаха и пикочно-половите пътища | Централна, Южна и Източна Африка                   |
| Schistosoma mekongi      | Lithoglyphopsis aptera, Neurticula aperta                                                | Куче                                                 | Мезентериални вени                                        | Азия (Камбоджа, Лаос)                              |
| Schistosoma nasale       | Lymnaea luteola, Lymnaea acuminata, Indoplanorbis exustus                                | Говедо, овца, коза, кон                              | Лигавица на носа                                          | Индия, Пакистан, Югоизточна Азия                   |
| Schistosoma ovuncatum    | Tricula bollingi                                                                         | Rattus rattus                                        | Кръвоносни съдове                                         | Азия (Тайланд)                                     |
| Schistosoma rodhaini     | Biomphalaria glabrata                                                                    | Куче, гризачи                                        | Черен дроб                                                | Африка                                             |
| Schistosoma sinensium    |                                                                                          | Гризачи                                              | Кръвоносни съдове                                         | Азия (Тайланд)                                     |
| Schistosoma spindale     | Planorbis, Indoplanorbis, Lymnaea                                                        | Говеда, куче                                         | Вени на мезентериума                                      | Индия, Далечен изток                               |